# 간토 대지진
간토 대지진(일본어: 関東大地震 간토다이지신[*]) 또는 한국에서는 관동 대지진은 1923년 9월 1일(다이쇼 12년) 11시 58분(일본 표준시)에 일본 도쿄도 등을 포함한 미나미칸토 지역을 중심으로 일어난 해구형 지진이다. 지진의 진동은 본진이 시작될 때부터 완전히 멈출 때까지 4분에서 최대 10분까지 걸린 오래 지속된 지진이다. 이 지진으로 인한 직접적인 피해 및 조선인을 대상으로 한 무차별적인 간토 대학살 등을 통틀어 간토 대진재(일본어: 関東大震災 かんとうだいしんさい[*])라고 부른다.
1703년(겐로쿠 16년)에 일어난 지진도 간토 대지진과 거의 비슷한 구조로 일어났기 때문에 일본에서는 이 지진을 다이쇼 간토 지진(일본어: 大正関東地震)으로 부르고 1703년 간토 지진을 겐로쿠 간토 지진으로 부르는 경우도 있다. 이 두 지진은 사가미 해곡의 판 경계를 따라 일어난 것으로 추정되기 때문에 두 지진을 한데 묶어 사가미 해곡 거대지진으로 부르며 간단하게 사가미 해곡에서 일어나는 지진을 총칭하여 간토지진으로 묶어 부르기도 한다.

## 개요
1971년 가나모리 히로가 발표한 지진 매커니즘에 따르면 간토 대지진은 미우라반도 연장선 방향의 사가미 해곡의 주축에 평행한 우향 낮은 섭입 각도의 역단층으로 일어난 지진으로 추정된다. 1996년 다케무라 마사유키도 P파의 초동분포를 통해 진원 매커니즘을 분석하여 가나모리가 말한 대로 필리핀해판의 섭입 방향으로 추정되는 북동동 방향으로 34도 정도 경사진 경사면이 단층면으로 추정되며 옆으로 어긋난 성분이 많다고 추정하였으나 다른 가설들도 많아 이것이 확실한 것은 아니다. 일본 지진조사위원회에서는 필리핀해판이 침강하는 판 경계간 지역에서 북아메리카판이 끌려 내려가다 반대로 튕겨 올라가면서 일어난 지진으로 보고 있다. 반면 필리핀해판의 혼슈 쪽 판 사이 경계 지점은 지질학적으로 제니스 부근에 있으며, 지질학적 시간 척도에서 스루가 해곡에서 일어날 것으로 추정되는 도카이 지진을 볼 때 간토 대지진은 판 내부에서 일어난 지진이라고 주장하는 학자들도 있다.
지각변동을 통한 추정으로는 진원단층이 쇼난 지역 내륙 안쪽까지 있다고 추정되며 지진의 진동은 오다와라 지역이 제일 심했다. 도쿄도에서 진도6을 관측했으나 이 간토 대지진을 마지막으로 2000년 미야케섬 화산 분화로 인한 지진을 제외하고는 도쿄도에서 진도6 이상을 지진을 관측한 적이 없다.

## 지진의 전조

### 지진 예측
간토 대지진이 발생하기 전인 1905년, 도쿄제국대학 교수 오모리 후사키치와 이마무라 아키쓰네 사이에 다음과 같은 논쟁이 있었다. 이마무라 교수는 잡지 태양에 도쿄 남쪽의 사가미만에서 50년 안에 대지진이 발생할 것이라고 예측했고, 사설을 통해 도쿄 전역은 대지진과 그로 인한 화재에 철저히 대비해야 한다고 주장했다. 하지만 이마무라의 예측은 명확한 근거가 존재하지 않았으며 잡지 기고가 선정적으로 보도되었기 때문에 다른 학자들의 신뢰를 얻는 데에 실패했다. 특히 여러 번 지진 예측에 성공한 세계적인 지진학자였던 오모리 교수는 이 예측을 강도 높게 비난했다. 오모리 교수는 정기적인 소규모의 지진 발생은 단층의 지진응력을 해소하여 지진의 위험성을 줄인다는 가설을 내세우고 있었기 때문에 간토 대지진 발생 직전까지도, 도쿄에서 1921년 말(M6.4-7.0 이바라키현 남부 지진), 1922년 중반(M6.8 가나가와현 동부 지진), 1923년 초(M6 이바라키현 해역 지진)에 주기적으로 지진이 일어났다는 사실을 근거로 하여 도쿄 지역에서의 대지진의 위험성이 해소되었음을 주장하였다. 그러나 1923년 간토 대지진의 발생으로 오모리의 이러한 가설은 설득력을 잃게 되었다.

### 전진
아래는 간토 대지진 이전 전진으로 추정되는 지진이다.
- 8년 전 : 1915년(다이쇼 4년) 11월 도쿄에서 유감지진이 과거 최다인 18회 이상 일어났다. 이후 지진이 진정되었으며 오모리-이마무라 간토 대지진 논쟁이 본격적으로 시작된다.
- 1-2년 전
  - 1921년 규모 M7.0의 이바라키 남부 지진 발생.[35]
  - 1922년 규모 M6.8의 우라가 수도 지진 발생. 사상자 25명.
- 2-3개월 전
  - 1923년 5-6월 이바라키현 동부에서 2-300회가 넘는 군발지진이 발생. 유감지진이 미토 73회, 조시 64회, 도쿄 17회 일어났다.[36]

## 경과
본진은 1923년(다이쇼 12년) 9월 1일 오전 11시 58분 32초 간토 지방 남부를 진원으로 일어났다. 당시 지진학자인 이시모토 미시오는 도쿄 혼고구의 가속도가 대략 300gal 정도였을 것으로 추정하고 있다. 또한 도쿄 요코하마의 야마노테에서 최대 가속도의 주기가 0.3초 정도였다고 추정한다. 본진의 흔들림은 진원에서 약 9,000 km 떨어진 오스트리아 기상청에도 관측이 되었으며 오스트리아 기상청 측에서 재빨리 간토 대지진의 발생을 알렸다.

### 진앙

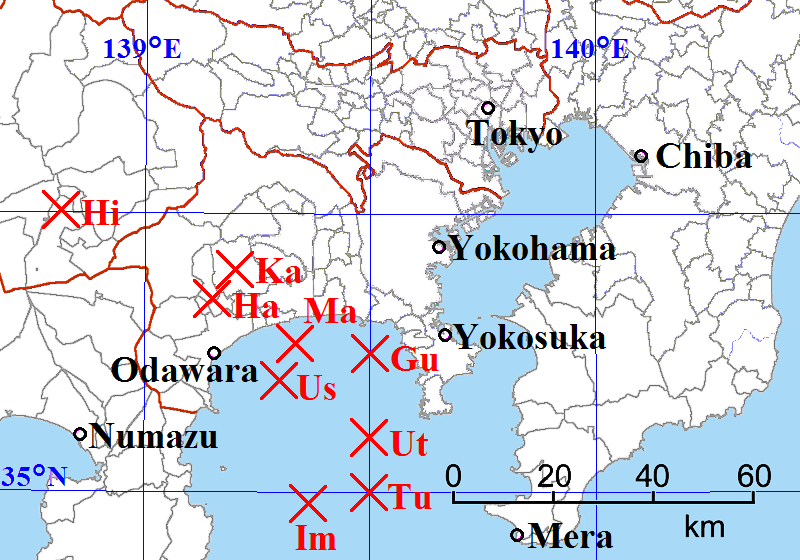
각 연구자들이 주장하는 간토 대지진의 진앙 위치

간토 대지진의 진앙은 연구자마다 견해가 전부 다르다. 주된 설에는 다음이 있다.
- 사가미만 거의 중앙부가 진앙이라는 설
  - 1924년 이마무라 아키노리 : 북위 34° 58.6′  동경 139° 21.8′  / 북위 34.9767°  동경 139.3633° [13][39] (지도 Im)
  - 1927년 허버트 터너 : 북위 35° 00′ 동경 139° 30′ / 북위 35.0°  동경 139.5° [40] (지도 Tu)
  - 1979년 우쓰토 구지 : 북위 35° 06′ 동경 139° 30′ / 북위 35.1°  동경 139.5° (震源域の中心)[41] (지도 Ut)
- 사가미만 북부가 진앙이라는 설
  - 1928년 마쓰자와 다케오 : 북위 35° 16′  동경 139° 20′  / 북위 35.267°  동경 139.333° [42] (지도 Ma)
  - 1954년 베노 구텐베르크-찰스 릭터 :  북위 35° 15′ 00″ 동경 139° 30′ 00″ / 북위 35.25000°  동경 139.50000° [43] (지도 Gu)
  - 1966년 우사미 다쓰오 : 북위 35° 12′ 동경 139° 18′ / 북위 35.2°  동경 139.3° [44] (지도 Us)
- 야마나시현 가와구치호 동쪽 4km가 진앙이라는 설 : 히라노 레스케가 주장 북위 35° 30′ 03″ 동경 138° 48′ 07″ / 북위 35.50083°  동경 138.80194° [45][46] (지도 Hi)
- 가나가와현 서부가 진앙이라는 설
  - 1970년 가나모리 히로, 미야무라 셋조 : 북위 35° 24′ 동경 139° 12′ / 북위 35.4°  동경 139.2° ±15km[4] (지도 Ka)
  - 1986년 하마다 노부오 : 북위 35° 20′ 48″ 동경 139° 08′ 54″ / 북위 35.34667°  동경 139.14833° [5] 또한 가나모리와 미야무라는 진원 깊이를 대략 0-10km로 추정하였으나[4] 하마다는 진원단층이 지표상에 보이지 않기 때문에 진원 깊이가 10km 미만일 수는 없으며 최소 25km 이상이라고 추정했다.[5] (지도 Ha)
  - 2015년 이과연표 기준 : 북위 35° 20′ 동경 139° 08′ / 북위 35.33°  동경 139.13° [47]

### 규모
1951년 가와즈미 히로시는 간토 대지진의 규모를 M7.9로 추정했는데, 도쿄에서 진도가 대략 진도6이라고 했을 때 진앙과의 거리가 100km라고 가정해 계산한 값이었다. 1964년 쓰보이도 규모는 대략 M7.9라고 추정했으나 일본 국외 지역의 지진파형을 이용해 분석하면 규모 M8 이상이 타당하다고 주장했으며 표면파 규모는 대략 Ms8.2에서 Ms8.3까지 다양한 설이 존재한다.
다케무라 마사유키, 이케무라 도모노리, 노자와 히로시(1999-2000)는 아키타, 센다이, 나가사키 등 7개 지역의 이마무라식 강진지진계 기록 데이터를 바탕으로 규모를 Mj8.1±0.2로 추정하였다. 하지만 원래 사용하였던 규모 M7.9도 오차 범위 안에 있으므로 타당한 값이라고 결론내렸다. 이 규모는 당시 관측기록에서 벗어나지 않은 완전한 기록을 바탕으로 추정한 것으로 일본 중앙방재회의 재해교훈계승에 관한 전문조사회 2006년 7월 보고서(1923년 간토대진재보고서 제1편)에 개재되어 있다.
1977년 가나모리 히로는 모멘트 규모를 Mw7.9로, 2011년 나메가야는 Mw8.0으로 추정했다. 일본 중앙방재회의 수도직하지진모델 검토회에서는 간토 대지진의 모멘트 규모를 Mw8.2로 추정하였으며 이 규모가 지각 변동이나 쓰나미 높이를 잘 재현하였다고 발표하였다.

### 단층 모델

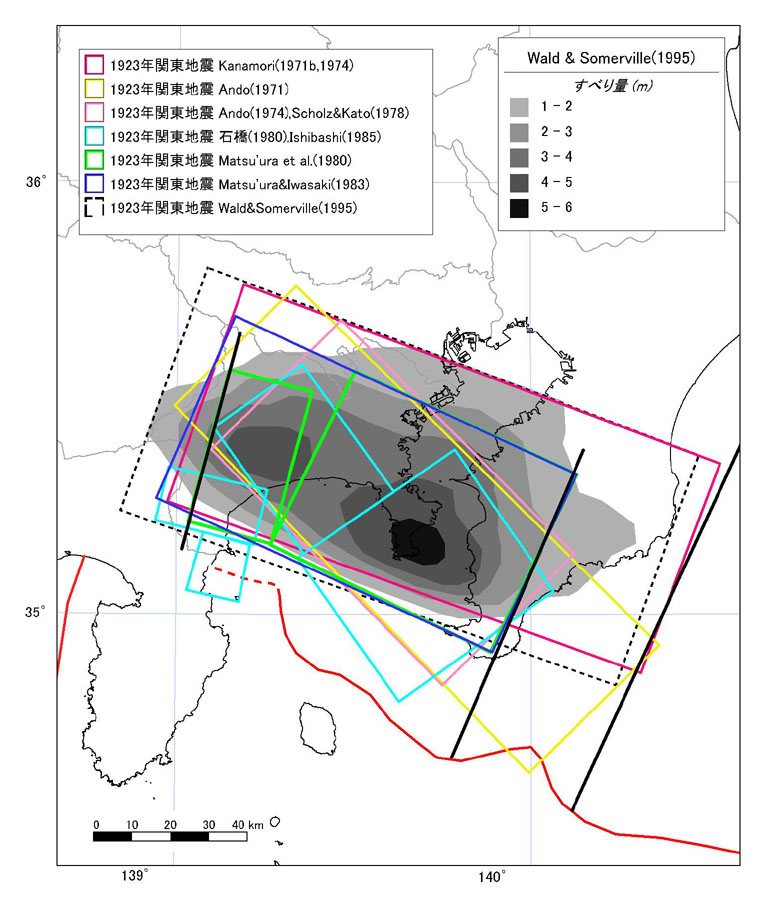
간토 대지진의 주요 학자들의 단층 모델.

간토 대지진의 단층 모델은 1971년 가나모리 및 여러 학자들이 가설을 내놓았으며 이들 가설 모두 우향으로 어긋난 낮은 섭입각의 역단층이 주성분이지만 관측 데이터가 충분하지 않아 확정적인 단층 모델을 얻고 있지 못하며 진원 또한 여러 곳인 것으로 추정되지만 데이터 부족으로 지진이 어떻게 일어났는지 정확하게 알려져 있지 않다.
- 1971년 가나모리 : 주향 290°, 경사각 34°, 미끄럼각 162°, 길이 130 km, 폭 70 km, 미끄러진 길이 2.1 m[26]
- 1971년 안도 : 주향 315°, 경사각 45°, 미끄럼각 153°, 길이 130 km, 폭 65 km, 미끄러진 길이 6.7 m[59]
- 1974년 안도 : 주향 315°, 경사각 30°, 미끄럼각 153°, 길이 85 km, 폭 55 km, 미끄러진 길이 6.7 m[60]
- 1980년 이시바시 : 주향 325°, 경사각 45°, 미끄럼각 160°, 길이 40 km, 폭 40 km, 미끄러진 길이 7.0 m, 주향 325°, 경사각 35°, 미끄럼각 160°, 길이 45 km, 폭 60 km, 미끄러진 길이 7.0 m, 주향 195°, 경사각 30°, 미끄럼각 60°, 길이 15 km, 폭 30 km, 미끄러진 길이 6.0 m, 주향 195°, 경사각 30°, 미끄럼각 60°, 길이 15 km, 폭 15 km, 미끄러진 길이 4.0 m 총 4개 단층[61]
- 1980년 마쓰우라 : 주향 294°, 경사각 25°, 미끄럼각 140°, 길이 95 km, 폭 54 km, 미끄러진 길이 4.8 m 외 1개 모델[62]

### 지진의 다원성
1929년 이마무라는 지진파형을 분석하여 간토 대지진은 3개의 서로 다른 진원에서 일어난 지진이 합쳐진 다원지진이라고 주장하였다. 그는 제1진원은 사가미만 중앙, 제2진원은 단자와 산지 지역, 제3진원은 사가미만 오다와라 지역으로 추정했다. 또한 육지측량부 정밀측량 결과 단층선 서부는 남쪽으로 내려가고 동부는 북쪽으로 내려가는 등 비국부적인 대지진으로 큰 지각변동이 보였다고 말했다.
북아메리카판과 필리핀해판이 서로 어긋나기 시작하고 40초에서 50초동안 단층파괴가 방사형으로 퍼지며 북쪽은 현재의 가나가와현 가와사키시 지하 35km 지점, 남쪽으로는 현재의 지바현 다테야마시 지하 5km 지점까지, 동쪽으로는 보소반도 지역까지 총 동서 130 km, 남북 70 km 넓이의 암반층 단층이 평균 2.1 m 정도 움직였다.(1971년 가나모리 연구 기준)
1995년 다케무라는 이마무라식 2배강진지진계 해석이나 지진 체험담을 통해 가장 강한 흔들림이 일어난 때는 단층파괴 시작 수 초 후 일어난 오다와라-하다노 직하지역의 단층파괴(제1지진) 및 이로부터 약 10-15초 후 시작된 미우라반도 직하지역의 단층파괴(제2지진)이고 간토 대지진은 다원지진이라고 주장하였다. 진원에서 가까운 지역은 지진계가 나타낼 수 있는 범위 끝까지 흔들려서 정확한 흔들림의 세기가 불분명하기 때문에 지진 체험담을 토대로 흔들린 지역의 진도를 추정하여 구현한 결과이다.
제1지진이 일어난 지역과 가까운 오다와라 지역은 흔들림이 시작된 직후 곧바로 상하 수평의 강한 흔들림이 덮쳤다가 10-20초간 약간 약해진 후 다시 강한 수평진동이 찾아왔다. 제2지진이 일어난 지역과 가까운 가마쿠라 및 후지사와 지역은 첫 흔들림은 다소 약했으나 얼마 지나지 않아 강한 흔들림이 덮쳐 왔다고 전해진다. 도쿄부에서도 중앙기상대에서 지진을 관측한 지진학자 나카무라 사에몬타로는 지진의 주요동이 온 와중 흔들림의 방향이 남북에서 동서 방향으로 바뀌었다고 증언했다. 이렇듯 간토 대지진은 서로 다른 2개의 단층파괴가 합쳐져 있기 때문에 간토 대지진을 "이중지진"이나 "2개 지진의 조합"이라고 말하기도 한다.

## 진도

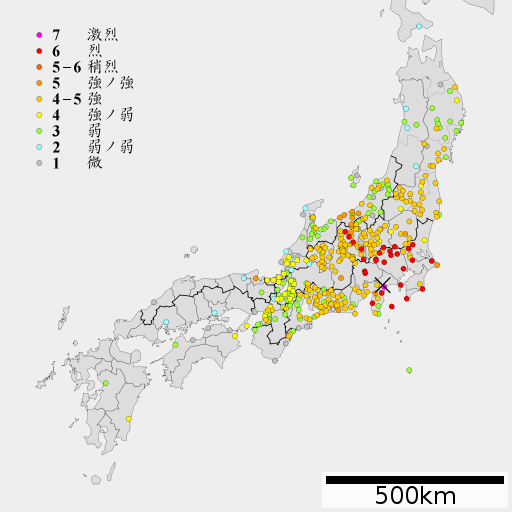
간토 대지진의 일본 각지 진도

일본 중앙기상대(현 일본 기상청)의 관측 기록에서는 최대 진도가 도쿄부에서 진도6이었으나 당시에는 진도7이라는 계급이 없었기 때문에 최고 등급인 진도6으로 측정한 것이고 피해 상황을 토대로 볼때 오다와라 등 사가미만 연안과 보소반도 남부에서 진도7급의 진동을 느꼈다고 추정하고 있다. 또한 도쿄 내에서도 스나초나 하네다 등 도쿄만 연안 지역과 미카와시마 등 내륙 일부 지역에서 진도7급의 진동이 있었다고 추정하고 있다. 아래는 간토 대지진 당시 일본 각지에서 진도를 느낀 지역이다.
| 진도 | 관측된 지역 |
| ---- | --- |
| 6    | 구마가야, 도미사토, 도쿄 지요다 오오데마, 요코스카, 고후                                                       |
| 5    | 우쓰노미야, 조시, 나가노, 이이다, 누마즈, 하마마쓰, 미야즈                                                     |
| 4    | 후쿠시마, 미토, 쓰쿠바, 아시오, 마에바시, 마쓰모토, 후시키, 후쿠이, 나고야, 히코네, 오사카, 사카이시, 도쿠시마 |
| 3    | 이니마키, 하치조섬, 타가, 니가타, 가나자와, 고난, 와츠, 가시하라, 와카야마, 마츠야마, 구마모토                 |
| 2    | 하코다테, 아키타, 야마가타, 교토, 도요오카, 오카야마, 히로시마                                                 |
| 1    | 시오노, 미사키, 하마다                                                                                         |

## 쓰나미
지진 수 분 후 태평양 연안 혼슈 지역에서 이즈 제도에 걸쳐 쓰나미가 몰아닥쳤다.
- 아타미에서는 지진 5-6분만에 물이 빠진지 얼마 되지 않아 제1파가 덮쳤고, 5-6분 후에 다시 높이 7-8 m 정도의 제2파가 덮쳤으며 일부 지역은 12 m에 달하는 쓰나미가 덮쳐 가옥 유실 피해 162채, 사망자 및 실종자 92명의 피해가 일어났다.[10][9] 또한 해안에서 200 m 안쪽 지역까지 지반 높이에서 대략 7m 정도가 침수되었다.[10]
- 하쓰시마섬에서는 지진으로 섬이 융기하는 지각변동이 일어나 마을에 쓰나미가 덮치지 않았다. 항구 부근에서는 쓰나미 높이가 1.8 m 정도, 최대 높이임 섬 서부에서는 3 m를 기록하였다.[10]
- 이토에서는 높이 9 m의 쓰나미가 덮쳐 해안에서 빈카이도 사이 마을이 거의 다 유실되었으며 우사미촌도 집이 111채가 유실되었다. 시모다정에서는 높이 2.5 m, 만 바깥쪽에서는 높이 4 m의 쓰나미가 덮쳤다.[72][73]
- 가마쿠라는 지진 직후 2-300 m 정도 바닷물이 빠지다가 10분 후 제1파가 덮쳤고, 제2파가 가장 높았는데 자이모쿠자에서는 5-6 m 높이의 쓰나미가 덮쳤다.[74]
- 보소반도 이즈 지역의 쓰나미는 높지 않아 평균 2 m의 쓰나미가 덮쳤고 3 m 이상의 쓰나미가 덮친 곳은 적었지만 아이하마에서는 9 m 높이의 쓰나미가 덮쳐 주택 63채가 유실되었다. 다테야마 측후소 인근은 200 m 안쪽까지 바닷물이 들어와 최대 수심이 9 m 정도에 달했고 내습한 쓰나미 크기는 1.8 m였다.[9]
- 소토보 연안은 겐로쿠 지진 당시 막대한 피해가 있었던 것과는 반대로 겐로쿠 시기에는 평균 7-10 m의 쓰나미가 덮쳤으나 간토 대지진 때에는 평균 2 m의 쓰나미가 덮쳤다.[75]
- 도쿄만의 검조소 기록에서는 후카가와, 시바우라, 지바에서 1 m 정도의 쓰나미를 관측했으며[76] 우치보 연안에서 도쿄만 안쪽으로 가는 쓰나미는 겐로쿠 지진때보다는 높이가 낮았다.[75]

## 지각 변동

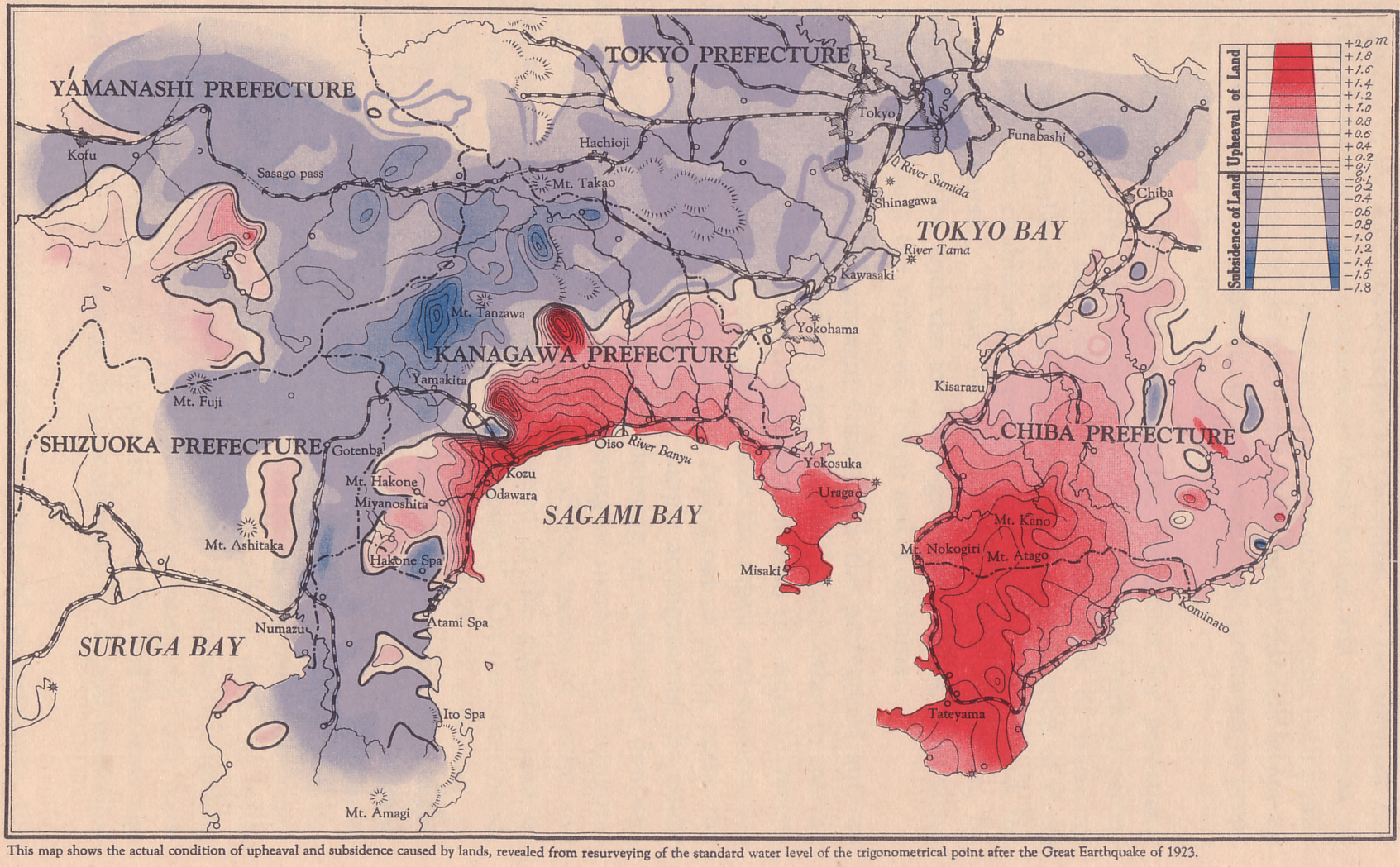
간토 대지진으로 인한 지각 변동 기록. 도쿄시가 편찬한 "THE RECONSTRUCTION OF TOKYO"의 기록이다. 빨간색이 짙을수록 융기량이 크고 파란색이 짙을수록 침강량이 크다.

간토 대지진으로 위에 있는 북아메리카판이 동남쪽 방향으로 필리핀해판 위에 올라타 보소반도 남쪽은 융기하였고 단자와 산지 등 내륙 지역은 침강하였다. 이 침강으로 단자와 산지 지역은 토석류 피해가 일어났다. 겐로쿠 지진 당시에도 지각 변동으로 보이는 기록이 있으며, 특히 보소반도에서는 간토 대지진, 겐로쿠 지진 및 이전의 지진 시기 융기하며 만들어진 것으로 추정되는 해안단구 지형이 발달하였는데 겐로쿠 지진으로 만들어진 단구의 높이는 다른 곳보다도 훨씬 높다. 보소 반도 가운데 진원에 가까운 남쪽이나 사가미만에 접하는 미우라반도 전역, 사가미만 북부 연안(현재의 에노섬 지역)에서 지반의 융기가 컸고 도쿄부 미나미카쓰시카군에서 지반 침하가 컸다. 각 융기나 침하량은 일본 육지측량부 및 해군수로부의 측량 기록을 토대로 추정하였다.
아래 표는 당시의 지각 변동 크기이다.
| 지역        | 융기/침강 | 융기/침강 높이 |
| ----------- | --------- | -------------- |
| 고코노에    | 융기      | 1.81m          |
| 호조        | 융기      | 1.57m          |
| 오이소      | 융기      | 1.81m          |
| 지가사키    | 융기      | 1.4m           |
| 하쓰시마섬  | 융기      | 1.8m           |
| 에노섬      | 융기      | 0.9m           |
| 구 히라이촌 | 침강      | 0.38m          |
| 스나마치    | 침강      | 0.27m          |
| 가메이도    | 침강      | 0.24m          |

## 여진
지진 직후 큰 규모의 여진이 여러 차례 일어났다. 아래는 규모 M6.0이나 최대진도 4 이상을 기록한 여진을 기록했다.
- 9월 1일
  - 12시 0분 규모 불명 지진 - 누마즈 측후소에서 최대진도 5를 기록하였다.[84]
  - 12시 1분 M7.2 도쿄만 북부 지진[85][주 2] - 도쿄 23구 및 가나가와현 동부의 요코하마-가와사키 지역에서 매우 강한 흔들림을 느꼈다.[85]
  - 12시 3분 M7.3 가나가와현-야마나시현-시즈오카현 경계 지역 지진[85][주 3] - 가나가와현 서부, 시즈오카현 동부, 야마나시현에서 매우 강한 흔들림을 느꼈다.[85]
  - 12시 7분 M6.0 이즈오섬 근해 지진, 최대진도 3[88]
  - 12시 11분 규모 불명 지진 - 사이타마현 북부 구마가야시에서 최대 진도 4를 기록하였다.[89]
  - 12시 11분 M5.6 이즈오섬 근해 지진, 최대진도 5[90]
  - 12시 17분 M6.4 이즈오섬 근해 지진, 최대진도 5[91]
  - 12시 23분 M6.5 사가미만 지진, 최대진도 5[92]
  - 12시 36분 M6.0 이바라키현 남부 지진, 최대진도 3[93]
  - 12시 40분 M6.5 사가미만 지진, 최대진도 3[94]
  - 12시 47분 M6.8 야마나시현 중서부 지진, 최대진도 5[95]
  - 13시 13분 M6.2 지바현 동남쪽 해역 지진, 최대진도 3[96]
  - 13시 20분 M6.2 이즈오섬 근해 지진, 최대진도 5[97]
  - 13시 31분 M6.1 시즈오카현 동부 지진, 최대진도 5[98]
  - 14시 22분 M6.6 시즈오카현 이즈 지방 지진, 최대진도 5[99]
  - 15시 19분 M6.3 이바라키현 해역 지진, 최대진도 3[100]
  - 16시 37분 M6.6 시즈오카현 동부 지진, 최대진도 5[101]
  - 17시 0분 M4.3 가나가와현 서부 지진, 최대진도 5[102]
  - 22시 52분 M6.1 이즈오섬 근해 지진, 최대진도 4[103]
- 9월 2일
  - 3시 4분 규모 불명 지진 - 야마나시현 고후시에서 최대진도 5를 기록하였다.[104]
  - 4시 13분 M4.6 야마나시현 동부 후지 5호 지진, 최대진도 5[105]
  - 11시 46분 M7.3 지바현 동남쪽 해역 지진, 최대진도 5[106]
  - 18시 26분 M6.9 지바현 동쪽 해역 지진, 최대진도 5[107]
  - 18시 48분 M6.3 지바현 동쪽 해역 지진, 최대진도 4[108]
  - 22시 9분 M6.5 시즈오카현 이즈 지방 지진, 최대진도 5[109]
  - 23시 16분 M6.2 가나가와현 서부 지진, 최대진도 4[110]
- 9월 8일 2시 32분 M6.1 이즈오섬 근해 지진, 최대진도 2[111]
- 9월 14일 15시 32분 M5.2 이바라키현 남부 지진, 최대진도 5[112]
- 9월 26일
  - 17시 23분 M6.8 이즈오섬 근해 지진, 최대진도 4[113]
  - 17시 26분 규모 불명 지진 - 누마즈 측후소에서 최대진도 4를 기록하였다.[114]
- 10월 4일
  - 0시 54분 M6.3 시즈오카현 동부 지진, 최대진도 4[115]
  - 14시 5분 규모 불명 지진 - 사이타마현 구마가야시에서 최대진도 4를 기록하였다.[116]
- 10월 5일 22시 5분 M6.2 야마나시현 동부 후지 5호 지진, 최대진도 3[117]
- 10월 17일 3시 3분 M5.7 야마나시현 동부 후지 5호 지진, 최대진도 4[118]
- 11월 5일 5시 45분 M6.3 도쿄 다마 지역 동부 지진, 최대진도 4[119]
- 1924년 1월 5일 M7.3 단자와 지진 - 19명 사망, 638명 부상[120]

## 피해

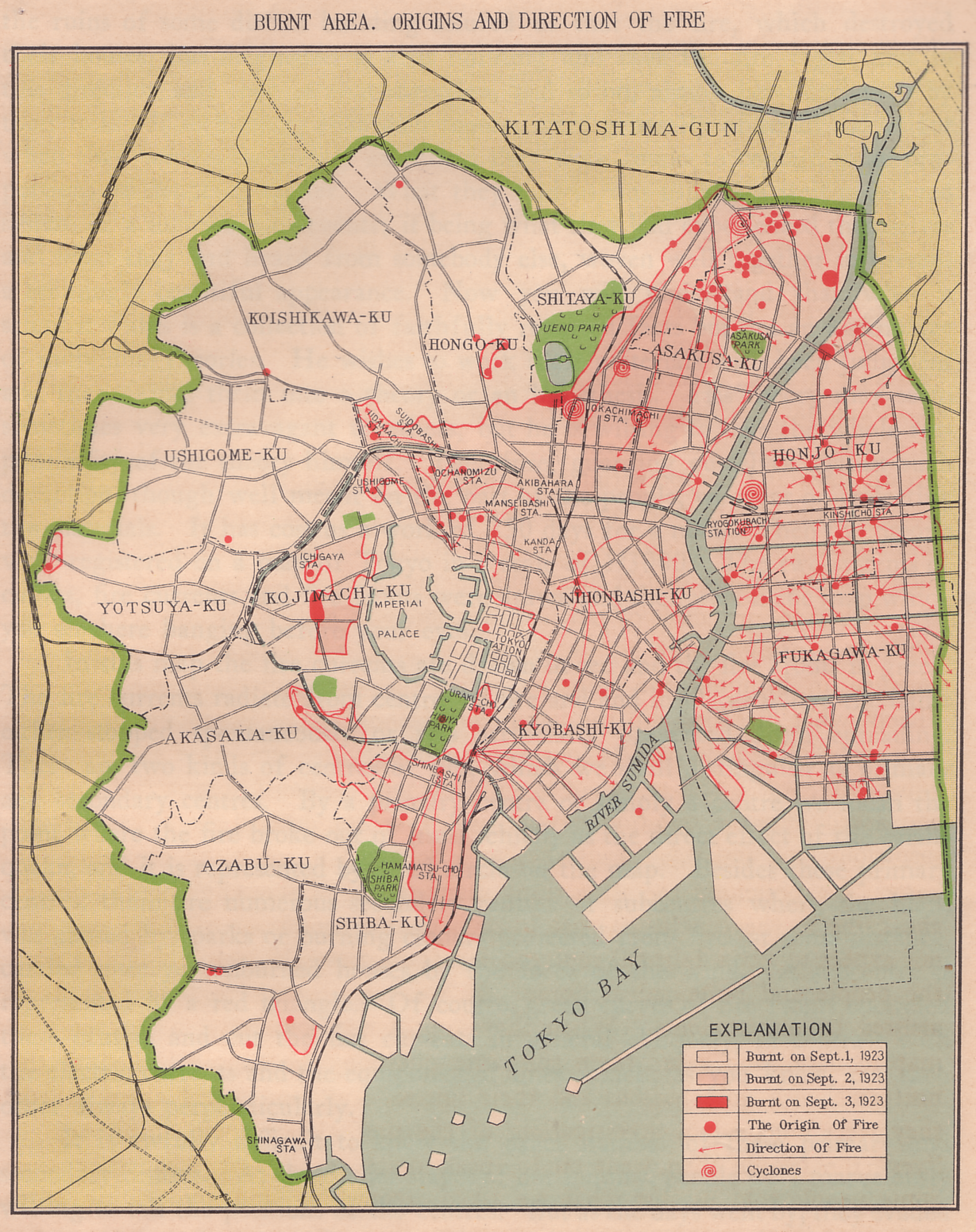
지진 이후 화재가 일어난 지역(점)과 화재로 파괴된 지역을 그린 지도.

간토 대지진으로 가나가와현 및 도쿄부(현 도쿄도)를 중심으로 인접한 이바라키현과 지바현, 시즈오카현 동부 등 간토 지방 내륙 및 연안 넓은 지역에 큰 피해를 입었다. 2004년 9월 일본의 건설회사인 가지마 고보리의 보고서에서는 지진으로 인한 총 사망자를 105,385명으로 추정하였다.
또한 지진이 여러 곳에서 불을 사용하는 점심 시간즈음에 있었기 때문에 지진 직후 화재가 발생하였다. 이들 화재는 화염폭풍으로 발전하여 도시 전체를 쓸고 지나가기도 했다. 화재로 인한 단일 최대 인명피해는 도쿄 시내에 있는 리쿠군 혼조 히후쿠쇼(구 일본 육군의류창고)를 화염폭풍이 휩쓸며 일어났는데 지진 후 도쿄 시내에서 약 38,000명이 화재로 사망하였다. 또한 간토 대지진으로 간토의 수도관도 끊겨 9월 3일이 되어서야 화재를 소화하는 등 이틀이 걸렸다. 약 6,000명의 한국인이 목숨을 잃었다.
쓰나미 피해도 커 최대 10m 높이의 쓰나미가 사가미만, 보소반도, 이즈 제도, 이즈반도 동부 해안을 덮쳐 총 57만 가구의 주택이 유실되고 190만 가구가 집을 잃었다. 피난민들은 배를 타고 간토에서 간사이 및 고베까지 이동하였다. 피해액은 대략 10억 달러(현재의 150억 달러) 이상으로 추정된다.

## 간토 대학살
1923년 도쿄 일원의 간토 지방은 지진으로 인하여 궤멸적인 피해를 입었고, 흉흉해진 민심 덕분에 일반인들 사이에 서로를 믿지 못하는 불신이 싹트는 가운데, 내무성은 계엄령을 선포하였고, 각 지역의 경찰서에 지역의 치안유지에 최선을 다할 것을 지시하였다.
그런데, 이때 내무성이 각 경찰서에 하달한 내용 중에 "재난을 틈타 이득을 취하려는 무리들이 있다. 조선인들이 방화와 폭탄에 의한 테러, 강도 등을 획책하고 있으니 주의하라"라는 내용이 있었다. 이 내용은 일부 신문에 보도되었고 보도내용에 의해 더욱더 내용이 과격해진 유언비어들이 신문에 다시 실림으로써 "조선인들이 폭도로 돌변해 우물에 독을 풀고 방화약탈을 하며 일본인들을 습격하고 있다"라는 헛소문이 각지에 나돌기 시작했다.
당시에는 지진으로 인하여 물 공급이 끊긴 상태였고, 목조 건물이 대부분인 일본의 특징 때문에 일본인들은 화재를 굉장히 두려워하였으므로, 이러한 소문은 진위여부를 떠나 일본 민간인들에게 조선인에 대한 강렬한 적개심을 유발하였다. 이에 곳곳에서 민간인들이 자경단을 조직해 불시검문을 하면서 조선인으로 확인되면 가차없이 살해하는 범죄를 저지르기 시작하였다. 이들은 죽창이나 몽둥이, 일본도 등으로 무장하였고, 일부는 총기로 무장하기도 하였다.
우선 조선식 복장을 한 이는 바로 살해당하였으며, 학살 사실을 알고 신분을 숨기기 위해 일본식 복장을 한 조선인들을 식별해 내기 위해서 조선인에게 어려운 일본어 발음 한국어에 없는 어두유성음 및 종종 정확하게 발음되지 않는 장음 발음(撥音)등으로 이루어진) 「十五円五十銭」(쥬고엔 고주센)을 시켜보아 발음이 이상하면 바로 살해하였다. 예를 들어 '쥬고엔 고쥬센'을 일본어가 어눌한 발음의 '츄고엔 고쥬센'으로 발음하는 것이다. 이 때, 조선인뿐만 아니라, 중국인, 류큐인, 외자 성을 강제당해 조선인으로 오인받은 아마미 제도 출신, 지방에서 도쿄로 와 살고 있었던 지방의 일본인(특히 도호쿠 출신)들도 발음상의 차이로 조선인으로 오인받고 살해당하는 등, 자경단의 학살은 마구잡이식이었다.
일부 조선인들은 학살을 피해 경찰서 유치장으로까지 피신하였으나, 일부 지역에서는 경찰서 안까지 쳐들어와 끄집어 내어 학살하는 일도 일어났다. 경찰은 학살사실을 알면서도 모르는 척하거나 소극적으로 대응하는 경우가 흔하였고 오히려 조선인을 조직원으로 받아들이고 있던 야쿠자 등 비공권력 범죄 집단의 일부가 조선인을 숨겨주는 일이 있었다. 조선인 학살과 더불어 사회주의자, 아나키스트, 인권운동가, 반정부 행위자 등으로 경찰에 요주인물로 등록되어 있던, 주로 좌파 계열의 운동가에 대한 학살 사건도 동시에 진행되었는데 육군 대위 아마카스 마사히코에 의해 사회주의자 오스기 사카에와 가족이 살해당한 아마카스 사건이 잘 알려져 있다.
치안 당국은 "조선인들이 폭동을 저지르려고 한다"는 이야기가 헛소문이라는 것을 이미 알고 있었지만, 혼란 수습과 질서 회복의 명분하에 자경단의 난행을 수수방관하였고, 일부는 가담, 조장하기까지 하였다. 그러나, 점차 자경단의 만행이 도를 넘어서 공권력을 위협할 정도가 되어, 그제서야 개입하였으나, 이미 수많은 조선인들이 학살당한 후였다. 자경단의 살상 대상은 남녀노소를 가리지 않았으며, 상당수는 암매장되었다. 학살이 최고조에 달했을 때에는 도쿄에 흐르는 스미다강과 아라카와강은 시체의 피로 인해 핏빛으로 물들었다고 한다. 일본 정부는 최종적으로 유언비어를 공식확인하였으나, 피해자의 수를 축소 발표하고, 자경단 일부를 연행,조사하였으나, 형식상의 조치에 불과하였으며, 기소된 사람들도 증거 불충분을 이유로 무죄 방면되었다. 학살 사건으로 인한 사법적 책임 또는 도의적 책임을 진 사람이나 기구는 전혀 없었다.
일본인 요시노 사쿠조는 그의 저서 《압박과 학살》에서 2,534명으로, 김승학은 《한국독립운동사》에 피해자가 6,066명이라고 적었지만, 그에 비해 당시 일본정부의 추산은 233명이었다.

## 복구
지진 이후 수도를 이전하자는 주장이 잠시 대두되었다. 일본 참모부의 이마무라 히토시는 후보지에 히메지, 경성이 거론되기도 하였다고 말했다. 하지만 지진 11일 후인 9월 12일에는 도쿄를 수도로 계속 두고 복구하겠다는 조서를 발표하면서 천도 논의는 흐지부지되었다. 복구를 하면서 현재의 도쿄의 기틀을 구성하는 도로와 철도 그리고 공원등이 계획되어 보다 근대적 모습으로 도시가 다시 재건되었다. 특히 공원은 이후 있을지 모르는 대지진의 피난처 구실을 하게끔 만들어졌다. 하지만 제2차 세계 대전 도쿄대공습을 거치면서 다시 파괴되는 경험을 겪게 된다.

## 같이 보기
- 간토 대학살
- 일본의 지진 목록
- 사가미 해곡 거대지진
- 미나미칸토 직하지진
- 가마쿠라 대지진
- 간토 지진
- 이즈오섬

## 참고 문헌
- 阿部勝征ほか (1989년 3월 25일).  佐藤良輔編著, 편집. 《日本の地震断層パラメーター・ハンドブック》. 鹿島出版会. ISBN 978-4-3060-3232-3.
- 石橋克彦 (1994년 8월). 《大地動乱の時代 -地震学者は警告する-》. 岩波書店. ISBN 978-4-00-430350-3.
- 石橋克彦 (2014년 3월). 《南海トラフ巨大地震 -歴史・科学・社会-》. 岩波書店. ISBN 978-4-00-028531-5.
- 石本巳四雄 (1935). 《地震とその研究》. 古今書院. 国立国会図書館サーチ
- 寒川旭 (2007년 11월). 《地震の日本史 -大地は何を語るのか-》. 中公新書. ISBN 978-4-12-101922-6.
- 武村雅之 (2003년 5월). 《関東大震災 -大東京圏の揺れを知る》. 鹿島出版会. ISBN 978-4-3060-9370-6.
- 都司嘉宣 (2011년 5월). 《千年震災 -繰り返す地震と津波の歴史に学ぶ》. ダイヤモンド社. ISBN 978-4-478-01611-4.
- 宇佐美龍夫 (2003년 4월). 《最新版 日本被害地震総覧 416‐2001》. 東京大学出版会. ISBN 978-4-1306-0742-1.
- 宇津徳治 (2001). 《地震学》 第3版판. 共立出版. ISBN 978-4-320-04637-5.
- 宇津徳治ほか (2001년). 《地震の事典》 第2版판. 朝倉書店. ISBN 4254160399.
- 東京大学地震研究所, 편집. (1973년 8월). 《関東大地震50周年論文集》. 国立国会図書館サーチ 보관됨 2016-06-05 - 웨이백 머신
- 《日本歴史地名大系 14 神奈川県の地名》. 日本歴史地名大系. 平凡社. 1984.
- 中央防災会議・災害教訓の継承に関する専門調査会報告書 平成18年7月 1923 関東大震災